# Kirknewton (West Lothian)
Kirknewton ist eine Ortschaft im Osten der schottischen Council Area West Lothian beziehungsweise in der traditionellen Grafschaft Edinburghshire. Sie liegt rund fünf Kilometer südöstlich von Livingston und 16 Kilometer südwestlich des Zentrums von Edinburgh nahe der Westflanke der Pentland Hills.

## Geschichte
Um 1690 entstand mit Kirknewton House das früheste von drei Herrenhäusern in der Umgebung. In den 1830er Jahren überarbeitete William Henry Playfair das Gebäude. Hill House wurde im späteren 18. Jahrhundert erbaut. Im Jahre 1851 wurde dann Ormiston House nach einem Entwurf von David Bryce errichtet.
Im Jahre 1750 wurde in Kirknewton eine Kirche errichtet. Die Kirknewton Parish Church wurde 1872 überarbeitet. In der zweiten Hälfte des 19. Jahrhunderts entwickelte sich die Ortschaft mit einem Steinbruch und dem Abbau von Ölschiefer. Im Laufe des Zweiten Weltkriegs wurde der Flugplatz RAF Kirknewton eingerichtet.

## Verkehr
Die B7031 bildet einen Teil der Hauptstraße Kirknewtons. Sie schließt die Ortschaft innerhalb weniger Kilometer im Norden an die A71 (Edinburgh–Irvine) und im Süden an die A70 (Edinburgh–Ayr) an. Mit dem Bahnhof Kirknewton schloss die Caledonian Railway die Ortschaft bereits im 19. Jahrhundert an das Schienennetz an. Der Bahnhof ist bis heute in Betrieb.